# Brainstorm (banda da Letónia)
Brainstorm, o Prāta Vētra é uma das mais importantes bandas de pop rock da Letônia da atualidade. Gozam de muita popularidade na Europa de Leste, tendo lançado singles noutros países da Europa. 

## História
A banda formou-se em  1989 em Jelgava por quatro colegas de turma, Renārs Kaupers (voz), Jānis Jubalts (guitarra), Gundars Mauševics (baixo) e Kaspars Roga (bateria). Māris Mihelsons entrou mais tarde na banda.
Jo tu nāc foi o primeiro single da banda, editado em 1992. O êxito da canção permitiu-lhes a gravação do seu primeiro álbum estúdio em 1993, "Vairāk nekā skaļi". A canção mais popular daquele álbum foi "Ziema" ("Inverno").
Em 1995 começaram a actuar no Reino Unido e na  Alemanha.
O seu segundo álbum foi  "Veronika" (1996) que voltou a ser um êxito de vendas no seu país e limítrofes. Seguiu-se, em 1997, "Viss ir tieši tā kā tu vēlies", com o qual se consagraram como a banda pop mais importante da Letônia. Começaram a editar alguns discos em inglês, tendo promovido a banda na Alemanha e na Suécia. Em  1999 saiu o seu quarto álbum de estúdio, "Starp divām saulēm".
Em 2000 representaram sua terra natal no Festival Eurovisão da Canção 2000, fazendo a estreia do país no Festival Eurovisão da Canção. Com a sua canção "My Star", obtiveram um grande sucesso de vendas e terminaram em 3.º lugar naquela competição com 123 pontos, o que ajudou a sua promoção em toda a Europa.  Foi o momento perfeito para o lançamento de "Izlase '89-'99" (O Melhor de Brainstorm '89-'99), que inclui, além das canções mais populares do grupo, algumas canções inéditas.
Em 2001 e 2003 editaram novos discos, "Online" e " A Day Before Tomorrow" (ambos foram gravados em inglês e em letão) que tiveram muito sucesso na Alemanha e na Dinamarca.
Em 2003 o vocalista da banda, Renārs Kaupers apresentou o Festival Eurovisão da Canção 2003, que teve lugar em Riga, capital da Letónia.
Em 2004, gravaram juntamente com a reconhecida banda russa Bi-2 a canção "Skol'zkie Ulitsy"  que foi incluída no álbum da banda Bi-2chamado Inomarki. A canção alcançou o primeiro lugar na Letónia, Ucrânia e Rússia. 
Nesse mesmo ano, entre os dias 22 e 23 de Março, Gundars Mauševics, baixista e um dos fundadores da banda faleceu tragicamente num acidente automobilístico, enquanto viajava entre Riga e Jelgava. Apesar de depressão ocasionada pela perda, os outros membros da banda continuaram a trabalhar.
Em 2005 editaram "Četri krasti" que conseguiu de novo um êxito de vendas, sobretudo na Rússia. Nesse mesmo ano, a banda actuou no Mežaparks, em Riga, perante 40.000 espetadores, o que constituiu um recorde para aquele país.
Em 2006 editaram um álbum em inglês chamado "Four Shores", que foi promovido na Europa, com ênfase no Leste Europeu.
Em 2008 lançaram um álbum em letão "Tur kaut kam ir jābūt", e lançaram uma turnê pela Letônia de 24 de julho a 9 de agosto.
Em 2012 lançaram um álbum em letão chamado "Vēl viena klusā daba", tendo realizado após o lançamento do mesmo, concertos e participações em festivais na Letônia, Estônia, Lituânia, Rússia, Alemanha, Estados Unidos, Reino Unido, Singapura, Polônia, Irlanda e República Checa. Esse mesmo álbum também foi publicado em inglês e russo, com os títulos "Another Still Life" e "Чайки на крышах", respectivamente.

## Discografia
- Vairāk nekā skaļi (1993)
- Vietu nav (1994)
- Veronika (1996)
- Viss ir tieši tā kā tu vēlies (1997)
- Starp divām saulēm (1999)
- Among The Suns (2000)
- Izlase '89-'99 (2000)
- Kaķēns, kurš atteicās no jūrasskolas (2001)
- Online (2001)
- Dienās, kad lidlauks pārāk tāls (2003)
- A Day Before Tomorrow (2003)
- Veronika (2004)
- Četri krasti (2005)
- Four Shores (2006)
- Years and Secounds (2010)
- Another Still Life (2012)